# Кушелев, Григорий Григорьевич (1754)
Граф (с 1799) Григорий Григорьевич Кушелев (1754 — 26 (14) ноября 1833) — русский государственный и военный деятель, адмирал (с 24 ноября 1798 года). В правление Павла I осуществлял фактическое руководство российским флотом. Устроитель торопецкой усадьбы Краснополец.

## Биография
Принадлежал к старинному роду Кушелевых. В возрасте десяти лет, 30 марта 1766 года зачислен в Морской кадетский корпус. 12 мая 1767 года произведён в чин гардемарина, был удостоен золотой медали «За усердие и прилежание». В 1769 году стал сержантом. В 1767—1770 годах ежегодно плавал по Балтийскому морю на учебных судах, сделал переход из Архангельска в Кронштадт. 20 апреля 1770 года произведён в чин мичмана. 22 июня того же года назначен адъютантом морского солдатского батальона. Участвовал в Первой Архипелагской экспедиции. 5 марта 1774 года произведен в чин лейтенанта. К этому же году, когда Кушелев вернулся из Средиземноморья в Кронштадт, относится его знакомство с цесаревичем Павлом Петровичем. Кушелев всегда пользовался расположением Павла и относился к тем немногим лицам из окружения последнего, кто никогда не попадал в его опалу как до, так и после воцарения.
В 1776 году лейтенант Кушелев был уволен в отпуск на год. В 1777 году он назначен членом Комиссии для составления описания экспедиции в Архипелаг. 31 декабря 1779 года по прошению, «за слабостью здоровья», уволен от службы с чином капитан-лейтенанта.
30 марта 1786 года тем же чином возвращён на службу. Великий князь Павел Петрович, «флотов российских генерал-адмирал» назначил Кушелева командиром Гатчинской флотилии, стоявшей на озёрах, подходящих к Гатчинскому дворцу и относившейся к собственным войскам цесаревича. В 1788 году Кушелев сопровождал великого князя во время его пребывания в Финляндской армии. В этом же году он издал книгу «Военный мореплаватель, или Собрание разных на войне употребляемых судов», которую сам перевел с французского язык на русский.
9 мая 1790 года «в рассуждении рачительного исправления возлагаемых на него дел и за долговременную бытность в настоящем чине» произведён в чин капитана 2-го ранга, а 9 февраля 1793 года — капитана 1-го ранга, однако в целом его карьерное продвижение при Екатерине II шло медленно.
По воцарении Павла I 7 ноября 1796 года был назначен генерал-адъютантом. На следующий же день был произведён в генерал-майоры по флоту. 9 ноября награждён орденом Св. Анны 1-й степени. 3 марта 1798 года произведён в чин вице-адмирала. 1 ноября 1798 года назначен вице-президентом Адмиралтейств-коллегии, а 24 ноября того же года произведён в адмиралы. 9 декабря награждён бриллиантовыми знаками ордена Св. Александра Невского.
22 февраля 1799 года Кушелев возведён в графское достоинство и в том же году, 29 июня, награждён орденом Св. Андрея Первозванного. Кроме того, он получил от Павла обширные земельные наделы. Богатство 45-летнего вдовца увеличилось после его второго брака (13 октября 1799 года) с 16-летней графиней Любовью Ильиничной Безбородко (1783—1809), богатейшей невестой России своего времени. Движимое и недвижимое имущество её доли наследства от дяди, князя А. А. Безбородко, умершего в 1799 году, составляло по оценкам более 10 миллионов рублей, не считая капиталов.
По утверждению графа Ростопчина, этот неравный брак был устроен графом Завадовским – другом её умершего дяди, светлейшего князя Александра Безбородко, и невеста вышла замуж охотно.
По свидетельству А. С. Шишкова, Павел I был крайне недоволен женитьбой Кушелева, заподозрив его в корыстолюбии. Даже когда адмирал заболел, Павел выразил уверенность, что врач его уморит, добавив: «Впрочем невелика беда, если и умрёт! Он женился на богатстве и пошёл в холопы к своей жене. Я сам, сударь, люблю женщин, но не стану ездить за ними на запятках». Шишков же, видя подобное негодование, возражал: «Государь, может быть, он не хорошо сделал, что в таких летах женился, но я смею за него ручаться, что к этому побудило его достоинство сей девицы, а не богатство её, в котором он, будучи столько от Вашего Величества награждён, не имеет никакой надобности».
Несмотря на это недовольство императора, 7 марта 1800 года Кушелев был назначен главным директором Департамента водных коммуникаций и дорог («директором водяных коммуникаций»).

В течение всего царствования Павла I деятельность Кушелева была связана с флотом. Через него шли почти все распоряжения императора по морской части. Граф Кушелев уделял много внимания улучшению корабельного дела, занимался сбором морских карт, покупал лучшие заграничные атласы. При нём и с его ближайшим участием был составлен новый «Устав военного флота», изданный 25 февраля 1797 года; сам Кушелев написал «Рассуждение о морских сигналах, служащих к распоряжению морских флотов» (1-я часть — 1797, 2-я часть — 1799), причём 1000 экземпляров 1-й части были приобретены у автора казной для раздачи морским офицерам. В одном из писем к своему старшему сыну, Александру, он писал: 

«я при покойном императоре Павле командовал всем флотом, дорожной экспедицией, водяной коммуникацией, часто за отлучением Аракчеева генерал-квартирмейстерской частью, был основателем и начальником депо карт».

В 1800 году по представлению Кушелева последовало высочайшее повеление завести в Адмиралтействе
огневую машину, подобную той, каковая существует на заводах аглицкого купца Берда, чтобы оная могла поправлять блоковые все работы и тогда не будет уже нужды для оных содержать и кормить лошадей, равно обделку и обтачивание всех инструментов для работ при кораблестроении нужных... словом, всех работ, кои могут быть посредством оной производимы.
Кушелев был в числе немногих, кто немедленно после вступления на престол Александра I был отстранён от дел. После отставки жил в своем псковском имении, где занимался сельским хозяйством, в Санкт-Петербурге, где жила его жена с детьми, бывал редко. Кушелев пользовался расположением вдовствующей императрицы Марии Фёдоровны до конца её дней.

## Дети
От первого брака:
- Александра (1796—1848), замужем за князем Алексеем Александровичем Лобановым-Ростовским.

От второго брака:
- Александр Кушелев-Безбородко (1800—1855) — государственный деятель. В 1816 году из-за прекращения потомства графов Безбородко по мужской линии получил право именоваться графом Кушелевым-Безбородко.
- Григорий Кушелев (1802—1855) — генерал-лейтенант, член Военного совета.

Детей от второго брака граф Кушелев после смерти их матери в 1809 году отдал на воспитание их тётке, сестре покойной жены, княгине Клеопатре Ильиничне Лобановой-Ростовской, проживавшей в имении Полюстрово.